# Johann Karl Zinzendorf
Johann Karl Zinzendorf (1739-1813), fut ministre de Joseph II.
Spécialisé dans les affaires de finances, Karl von Zinzendorf, comte d'Empire, est issu d'une famille protestante anciennement établie à la Cour de Dresde au service des princes-électeurs de Saxe. Son père est Friedrich Christian von Zinzendorf-Pottendorf (1697-1756), sa mère est Christiana Sofia, comtesse Callenberg (1703-1775).

## La conversion au catholicisme
Afin de rétablir une situation familiale compromise, Johann Karl von Zinzendorf décide de suivre la voie de son demi frère Ludwig Friedrich Zinzendorf qui s'était converti au catholicisme, pour se mettre au service de l'impératrice Marie-Thérèse. Karl von Zinzendorf abjure son protestantisme en 1764. Il devient alors chevalier de l'ordre de Malte et se met sous la protection du prince Kaunitz.

## La carrière au service des Habsbourg
En 1762, il est nommé conseiller de commerce de Basse-Autriche. Après une période de voyages à travers toute l'Europe, il est nommé conseiller à la Chambre des Comptes en 1770. Il devient conseiller privé au Conseil de Commerce de 1772 à 1776. Il est fait Président de la Chambre des Comptes, à la suite de son frère en 1780, et le demeure jusqu'en 1791. De juin 1776 à janvier 1782, il réside à Trieste comme gouverneur du port. Il termine sa vie à Vienne.